# Sergio Fernando Morales Alvarado
Sergio Fernando Morales Alvarado (Ciudad de Guatemala, 13 de enero de 1957). Es un doctor en derecho guatemalteco, que fue procurador de los Derechos Humanos de Guatemala de 2002 a 2012.

## Biografía

### Vida
Se graduó como abogado y notario (Licenciado en Ciencias Jurídicas y Sociales) por la Universidad de San Carlos de Guatemala, Licenciado en Derecho en España, por validación realizada por el Ministerio de Educación y Ciencia de España y doctor en Derecho en la Universidad Complutense de Madrid, España, con reconocimiento cum laude.

### Procurador de los Derechos Humanos
El 14 de agosto de 2002 el Pleno del Congreso de la República de Guatemala juramentó al doctor en Derecho Sergio Fernando Morales Alvarado, como procurador de los Derechos  Humanos. Tomó posesión el 20 de agosto de ese mismo año. Entre sus objetivos principales figura la defensa, protección y promoción de los derechos humanos. Entre sus logros se menciona especialmente la creación de un albergue temporal para la atención a víctimas de violaciones de derechos humanos.
Durante la gestión del Doctor Sergio Fernando Morales Alvarado, fueron separadas la Defensoría de las Personas con Retos Especiales y la Defensoría de Personas de Tercera Edad, y desde entonces cada una trabaja en los temas que le son propios. El Doctor Sergio Fernando Morales Alvarado fue reelecto para el período 2007-2012 lo que consta en Acuerdo Número 18-2007 del Congreso de la República, de fecha 11 de abril de 2007 y tomó posesión del cargo el 20 de agosto de 2007 conforme Acta n.º 170 -2007.

## Ataques a Morales
Exesposa de Morales, fue secuestrada en la Avenida Reforma el 25 de marzo de 2009 y liberada 12 horas después en la Colonia La Atlántida, zona 18 de la Ciudad de Guatemala. Fue golpeada y quemada con cigarros -torturada-, según la misma fuente. Meses después, de acuerdo a Sas. salió a luz la información de que Monterroso también fue violada. 
El caso nunca fue esclarecido. El hecho ocurrió un día después de que su esposo, Morales había hecho público el informe Derecho a saber, donde se denunciaban abusos y crímenes cometidos por la Policía Nacional durante el Conflicto Armado Interno en Guatemala, con base en una recopilación de documentos históricos de la misma institución.

### Denuncia de la Organización Mundial contra la Tortura (OMCT)
En el 2007 la OMCT junto a otras organizaciones denunciaron que Morales estaba siendo objeto de mensajes con amenazas, saboteo de su vehículo y el intento de irrumpir en la procuraduría por parte de sujetos sospechosos.

## Publicaciones
Morales ha publicado diversos escritos, dentro de los que se incluyen El Procurador de los Derechos Humanos como técnica del control político, Censura y Derechos Humanos: Reflexión histórico-jurídica sobre el derecho a la comunicación en Guatemala, Derecho Colectivo del Trabajo, El cambio en el Ejercicio Político en Guatemala, Sucesión de Estados y La protección del medio humano.